# Flughafen Tulum

i7
i11
i13
Der Flughafen Tulum (spanisch Aeropuerto Internacional Felipe Carrillo Puerto, IATA-Code: TQO, ICAO-Code: MMTL) ist ein internationaler Flughafen in Mexiko. Er liegt auf der Halbinsel Yucatán in dem Bundesstaat Quintana Roo, etwa 20 km westlich der Stadt Tulum. Der Flughafen wurde nach dem mexikanischen Politiker und Revolutionär Felipe Carrillo benannt.

## Bau
Durch den starken Tourismus gibt es auf der Halbinsel Yucatán mehrere internationale Flughäfen. Der nahegelegene Flughafen Cancún war jedoch überfüllt, weshalb im Oktober 2020 der Bau eines neuen Flughafens bei Tulum beschlossen wurde. Der Bau kostete etwa 170 Mio. Euro, das Gelände umfasst 1200 Hektar.
In Betrieb genommen wurde der Flughafen am 1. Dezember 2023.
Die einzige Start- und Landebahn ist in etwa nordwest-südöstlich ausgerichtet, sie ist 3700 m lang.

## Nutzung
Der Flughafen Tulum dient sowohl der zivilen als auch der militärischen Luftfahrt. Es wird mit etwa 5,5 Mio. Passagieren pro Jahr gerechnet. Die militärische Nutzung soll die Sicherheit des mexikanischen Luftraumes verbessern.